# NGC 3264
NGC 3264 (другие обозначения — UGC 5719, MCG 9-17-69, ZWG 266.54, IRAS10291+5620, PGC 31125) — спиральная галактика в созвездии Большой Медведицы. Открыта Джоном Гершелем в 1831 году.
NGC 3264 взаимодействует с карликовым компаньоном, масса которого в 90 раз меньше, чем у NGC 3264. Один из спиральных рукавов NGC 3264 искривлен из-за приливного взаимодействия. Галактики находятся в 12 килопарсеках друг от друга, при этом их система изолирована: от неё до ближайшей галактики, звёздная масса которой превышает 1010 M⊙, составляет около 800 килопарсек. От Млечного Пути система удалена на 13,4 мегапарсека. Масса нейтрального водорода в системе составляет 4,7⋅108 M⊙.
Галактика NGC 3264 входит в состав группы галактик NGC 3264. Помимо NGC 3264 в группу также входят NGC 3206, NGC 3220, NGC 3353, UGC 5848 и UGCA 211.